# Police Football Club (Ouganda)
Pour les articles homonymes, voir Police Football Club.
Actualités
Le Police Football Club est un club ougandais de football basé à Jinja.

## Palmarès
- Championnat d'Ouganda (1)
  - Champion : 2005

- Supercoupe d'Ouganda (1)
  - Vainqueur : 2005

- Coupe Kagame inter-club (1)
  - Vainqueur : 2006